# Connor Price
Connor Price (Toronto, 11 novembre 1994) è un attore e rapper canadese.

## Biografia
Inizia la sua carriera nel 2000 a soli sei anni, ma la sua fama arriva nel 2005 interpretando Jay Braddock nel film Cinderella Man - Una ragione per lottare di Ron Howard con Russell Crowe e Renée Zellweger.
Nel 2018 comincia la sua attività da rapper pubblicando l'EP "4 of Clubs".
Ha quattro fratelli, Kaitlyn, Brendan, Ryan e Thomas, entrambi attori.

## Filmografia parziale

### Cinema
- Cinderella Man - Una ragione per lottare (Cinderella Man), regia di Ron Howard (2005)
- Cancel Christmas, regia di John Bradshaw (2010)
- Lo sguardo di Satana - Carrie (Carrie), regia di Kimberly Peirce (2013)

### Televisione
- The Dead Zone – serie TV, 9 episodi (2007)
- R.L. Stine's The Haunting Hour – serie TV, 4 episodi (2010-2012)
- Telefacocero News (What's Up Warthogs!) – serie TV, 8 episodi (2011-2012)
- Alphas – serie TV, 2 episodi (2012)
- Nemici per la pelle (Frenemies), regia di Daisy Mayer – film TV (2012)
- Supernatural – serie TV, episodio 10x22 (2015)
- Being Human – serie TV, 16 episodi (2013-2014)
- X Company – serie TV, 22 episodi (2015-2017)
- La verità sul caso Harry Quebert (The Truth About the Harry Quebert Affair) – miniserie TV, 10 puntate (2018)
- FBI: International – serie TV, 2 episodi (2022)
- CSI: Vegas – serie TV, un episodio (2023)
- The Rookie – serie TV, un episodio (2024)
- Tracker – serie TV, un episodio (2024)

## Doppiatori italiani
Nelle versioni in italiano delle opere in cui ha recitato, Connor Price è stato doppiato da:
- Manuel Meli in Telefacocero News, La verità sul caso Harry Quebert
- Alessandro Mottini in Cinderella Man - Una ragione per lottare
- Federico Viola in Cancel Christmas, Alphas
- Mirko Cannella in CSI: Vegas
- Paolo De Santis in Nemici per la pelle
- Andrea Di Maggio in FBI: International
- Mirko Maffola in The Rookie
- Alex Polidori in Tracker